# Список римських доріг

Римські дороги близько 125 р.н.е.

Римські дороги в Італії

Римські в Галлії

Римські дороги в Британії

Римські дороги на Піренейському півострові

Римські дороги в на Балканському півострові

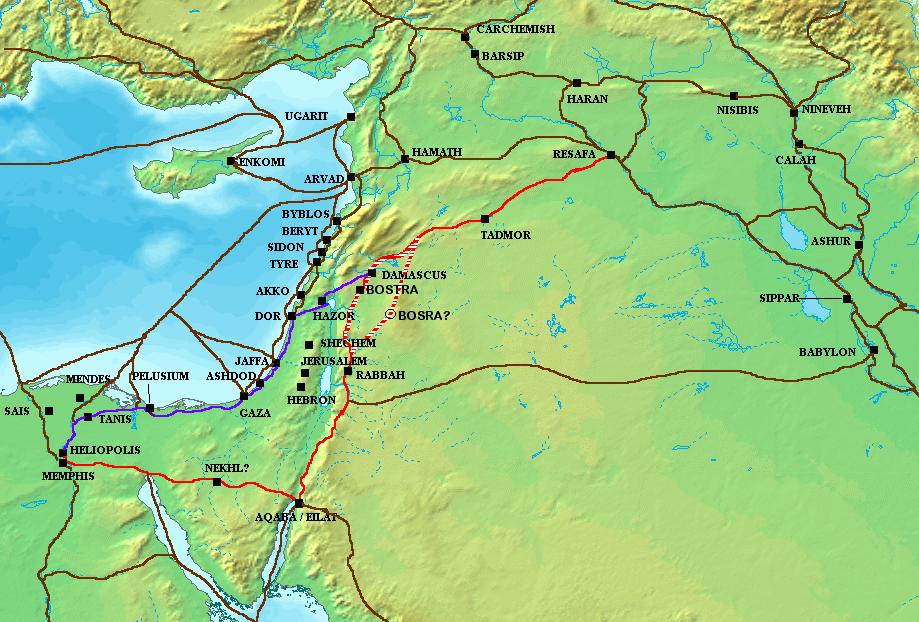
Римські дороги на Близькому Сході

## Римські дороги в Італії
- Емілієва дорога
- Аврелієва дорога
- Дорога Ардеатіна
- Аквілієва дорога
- Аппієва дорога
- Аннієва дорога
- Валерієва дорога
- Віа Галліка
- Віа Геміна
- Доміціанова дорога
- Дорога Емілія Скавра
- Віа Казіліна
- Кассієва дорога
- Клодієва дорога
- Нова Клодієва дорога
- Віа Коллатіна
- Віа Лабікана
- Віа Лаурентіна
- Латинська дорога
- Нова Клавдієва дорога
- Номентанська дорога
- Мінуцієва дорога
- Остійська дорога
- Віа Пренесте
- Попілієва дорога
- Постумієва дорога
- Віа Портуенсіс
- Соляна дорога
- Траянова дорога
- Тибуртинська дорога
- Северова дорога
- Фламінієва дорога
- Фульвієва дорога
- Цецилієва дорога

## Римські дороги в Галлії
- Агріппова дорога
- Аквітанська дорога
- Доміцієва дорога
- Дорога Юлія Августа
- Via Corsica
- Via Celtica

## Римські дороги на Піренейському півострові
- Августова дорога
- Дорога Астурика-Бурдигалам
- Лузитанська дорога
- Via Delapidata
- Віа Нова

## Римські дороги в Британії
- Віа Девана
- Akeman Street
- Ermine Street
- Fosse Way
- Peddars Way
- Watling Street

## Римські дороги в на Балканському півострові
- Егнатієва дорога
- Віа Іструм
- Віа Мілітаріс
- Понтійська дорога
- Флавієва дорога

## Римські трансальпійські дороги
- Децієва дорога
- Віа Мала
- Bone en Bez

## Римські дороги в Германії
- Юлієва дорога
- Дорога Клавдія Августа
- Via Ausonia
- Via Belgica
- Via Raetia

## Римські дороги на Близькому Сході
- Адріанова дорога
- Дорога Діоклетіана
- Нова Траянова дорога
- Via Maris